# Srijemska Mitrovica
Srijemska Mitrovica (srp. Сремска Митровица/Sremska Mitrovica, mađ. Szávaszentdemeter, njem. Syrmisch-Mitrowitz), grad u Vojvodini, u Srbiji, te sjedište istoimene općine. U starom vijeku bila je poznatija kao Sirmium, jedna od četiri prijestolnice Rimskog Carstva. 

## Zemljopisni položaj
Kao što naziv sugerira, nalazi se u Srijemu, na sjevernoj obali rijeke Save.  Grad je smješten na 44,98° sjeverne zemljopisne širine i 19,61° istočne zemljopisne dužine, oko 70 km zapadno od Beograda i 50 km južno od Novog Sada.
S druge strane rijeke se nalazi znatno manja Mačvanska Mitrovica.

## Povijest
Srijemska Mitrovica je jedan od najstarijih gradova u Europi. Najstariji otkriveni tragovi organiziranog života datiraju od prije sedam tisuća godina. 

### Stari vijek
Sirmij je bio prvobitno grad ilirsko-panonskih plemena. Keltsko pleme Skordisci ih je potisnuli u 4. st. pr. Kr. U 3. st. pr. Kr. ondje razvijaju opidum.
Krajem prvog stoljeća prije nove ere Rimljani su osvojili Sirmium. Spominje se u ustanku dvaju Batona 6. – 9. kao rimsko vojno uporište, ali prava rimska vlast je od 34. godine. U prvom st. nove ere Sirmium je postao grad najvišeg ranga – kolonija rimskih građana – i dobio vrlo važan strateški značaj. Sredinom trećeg stoljeća Sirmium je postao središte čitave Panonije. U njemu ili u okolici su rođeni carevi Decije, Aurelijan, Prob i Maksimijan, koji su bili romanizirani Iliri – starosjedioci. U doba tetrarhije (od 393. godine) Sirmium je bio jedna od četiri prijestolnice Rimskog Carstva, uz Milano, Trir i Nikomediju. Čuveni rimski povjesničar Amijan Marcelin nazvao je Sirmium "slavnom i mnogoljudnom majkom gradova". Grad je bio metropola Panonije i Ilirika, ranokršćanski centar s brojnim biskupima i mučenicima. U doba najvećeg procvata, u III. i IV. stoljeću, u gradu je radila kovnica zlatnog i srebrnog novca (sirmijska moneta), raskošna carska palača s vodovodom, termama, hipodromom, kazalištem, amfiteatrom, forumom i drugim važnim građevinama. Do sada je otkriveno osam ranokršćanskih hramova, a najpoznatiji su oni posvećeni sv. Irineju, sv. Dimitriju i sv. Sinerotu. Na jednom od savskih mostova su 304. godine pogubljeni prvi biskup Sirmiuma Irinej i njegov đakon Dimitrije. 
Poslije Milanskog edikta 313. godine, Sirmium je postao važno kršćansko središte. Tijekom IV. stoljeća tu je održano nekoliko općerimskih crkvenih sabora na kojima su donesene poznate Sirmiumske formule. Krajem IV. st. grad su osvojili Istočni Goti, a 441. je nestao u hunskom pokolju i požaru.

### Srednji vijek
Pred propast Zapadnorimskoga Carstva Sirmijem oko 450. vladaju Huni, Langobardi, Gepidi, Istočni Goti i od 535. Bizantsko Carstvo koje vlada njime do 582. godine, nakon trogodišnje opsade Avara i Slavena koji su opkolili grad 579. godine. 582. godine grad se predao Avarima, a preživjeli stanovnici su emigrirali sve do Dalmacije (tragovi su pronađeni u Solinu). Avari i Slaveni razorili su osvojeni Sirmij. Na mjestu srušenog grada razvilo se srednjovjekovno naselje koje je bilo u sastavu Avarskoga kaganata. 
Bizant je više puta bezuspješno pokušavao ga osvojiti, ali na kraju uspijeva. Bio je sjedište teme Sirmija. Na ruševinama Sirmiuma je izrastao novi srednjovjekovni grad – Grad sv. Dimitrija, odnosno Dimitrovica, prema sv. Dimitriju, zaštitniku grada. Područje je zatim postalo dio Bugarskog Prvog carstva, s razdobljem franačke i hrvatske vlasti, pod Ljudevitom Posavskim, nakon čega grad opet preuzimaju Bugari, a nakon njih Bizantijci. 1180. godine grad je pripojen Ugarskoj. 
1526. grad su osvojili Turci, a 1688. je u Srijem ušla austrijska vojska.

### Novi vijek
Potpuno razoreni grad je poslije mnogo borbe ušao u Habsburšku Monarhiju. Mitrovica je obnovljena i postala je važno vojno i građansko naselje u Vojnoj granici (Vojnoj krajini), a kasnije i slobodni kraljevski grad. Kasnijom upravnom reorganizacijom ušla je u sastav Kraljevine Hrvatske i Slavonije 1881. u čijem sastavu je ostala do 1918. – 45. Tad hrvatstvo dolazi na svoje, jer za razliku od susjedne Bačke, hrvatske ustanove otvoreno nose hrvatsko ime. Najvažnija je činjenica što je službenim jezikom umjesto njemačkog, mađarskog i latinskog postao hrvatski. Povezivanje željezničkom prometnicom 1881. – 1991. preko Vinkovaca sa Zagrebom taj kraj više nije slijepo crijevo, nego je živo povezan s ostatkom Hrvatske. Osnovane su brojne kulturne i gospodarske ustanove koje su ojačale osnovicu domaćim Hrvatima, tako da je Mitrovica postala kulturno-političkim središtem Hrvata istočnog Srijema.
Daljim razvojem, Mitrovica je postala jedan od najznačajnijih gradova Srijema. Urbanistički se razvila u XVIII. i XIX. stoljeću.  
Pred zimu 1944. u i oko srijemskog fronta užasna svakodnevna ubijanja srijemskih Hrvata na širem prostoru Srijemske Mitrovice toliko su bila prevršila mjeru da su čak i partizanske vlasti bile prisiljene potražiti pomoć protiv orgijanja četnika tada već u partizanskoj vojsci. U početku su ubijane ciljane osobe, a kasnije nasumice ulaze u hrvatske kuće i bez ikakva suda likvidiraju cijele obitelji. Od tada i potječe četnička izrijeka: Ubijamo Hrvate ko' kerove pod tarabom! Po komandi u to područje su ubrzanim maršom stigle Dalmatinske brigade da zaustave ta zlosrpska zločinstva nad hrvatskim narodom. Ni imena žrtava nije se smjelo spomenuti u komunističkoj Jugoslaviji. Prvi četnički zločin u Srijemskoj Mitrovici dogodio se zapravo davnog 10. travnja 1941. kada su pred majkom još živom sinu nožem iščupali srce, i to Ivanu Rajnoviću, mirnom čovjeku i radniku. Ratne su strahote tek neki jedva preživjeli, mnogi su otišli u izbjeglištvo, ali nažalost i djelomice dospjeli u grotlo Bleiburga.
Dana 26. lipnja 1941. donesena je Zakonska odredbi o promjeni imena grada Srijemska Mitrovica u Hrvatska Mitrovica.

## Stanovništvo
U razdoblju od od 26. do 30. listopada 1992., kao posljedica raznih vidova etničkog čišćenja (aktivirani eksplozivi u hrvatskim kućama i sl.), rimokatoličku župu Srijemsku Mitrovicu je napustilo 700 osoba, mahom Hrvata. Smatra se da i danas u Srijemskoj Mitrovici živi veći broj kriptokatolika.
Po popisu iz 2002. godine u širem području grada živi 59.935 stanovnika.

### Poznate osobe
- Mara Švel-Gamiršek, hrv. književnica
- Adalbert Kuzmanović, hrv. pisac
- Stjepan Musulin, hrv. jezikoslovac i hrv. leksikograf
- Vladislav Kušan, hrv. pisac
- Mitar Dragutinac, hrv. pisac
- Juraj Lončarević, hrv. pisac
- Zlatko Tomčić, hrv. političar
- Pavica Gvozdić, hrv. pijanistica
- Franjo Feldi, hrv. general
- Juraj Lončarević, hrv. književnik
- Zlatko Gorjan, hrv. književnik
- Marija Tomšić-Im, hrv. književnica
- Petar Pismestrović, hrv. karikaturist
- Robert Frangeš-Mihanović, hrv. kipar
- Oton Frangeš, hrv. agronom i agrarno-ekonomski pisac
- Zlatko Gorjan, hrv. književnik i prevoditelj
- Matija Belić, hrv. pravni stručnjak, poznavatelj kanonskog prava
- Julio Pintar, austro-ugarski diplomat
- Jelena Krmpotić-Nemanić, hrv. liječnica, akademkinja
- Marko Vidaković, hrv. arhitekt
- Zvonimir Doroghy, hrv. klas. filolog, prevoditelj, preporoditelj i kulturni djelatnik
- Matija Manjarić, rimokatolički svećenik, inicijator organiziranja Hrvata
- Ilarion Ruvarac, srp. povjesničar i arhimandrit
- Stevan Bešević, srp. novinar
- Branislav Ivanović, srp. nogometaš
- Nikola Radojčić, srp. povjesničar i akademik
- Sveta Stošija, svetica
- Demetrije Srijemski, svetac
- Rudy Getzinger, nogometaš
- Franjo Giler, nogometaš
- Gracijan, rimski car
- Hostilijan, rimski car
- Kvintil, rimski car
- Slaven Španović, hrv. glumac

## Vjera
U Srijemskoj Mitrovici u većini su pravoslavni vjernici. Živi i značajnija zajednica grkokatolika, uglavnom Rusina, ali ima i nešto Ukrajinaca i nešto Hrvata (do 1500), koji slave Božić po julijanskom kalendaru.
U vrijeme Rimskog imperija u Srijemskoj Mitrovici, tada Sirmiumu bilo je središte metropolije i biskupije. Za vrijeme cara Dioklecijana pogubljeni su sirmijski biskup sveti Irenej i njegov đakon sveti Demetrije Srijemski po kojem je grad kasnije dobio ime. Mučeništvo su podnijeli i časnik Urzicin, sedam kršćanskih djevojaka, vrtlar Sinerot, svećenik Montan sa svojom ženom Maksimom i lektor Hermogen. 
U najužoj jezgri, na Solarnom trgu, nalazi se bazilika sv. Dimitrija. Sagradio ju je prefekt Leontije u Sirmiumu. Gradnja datira između 427. i 441. godine, kad su Huni zauzeli Sirmium. Povijesni je spomenik.
U Srijemskoj Mitrovici se dugo vremena slavi blagdan sv. Anastazije, 15. siječnja. Srijemska Mitrovica je bila gradom njezina mučeništva. 

Slavljenje ovog blagdana je posebno naglašeno od 1976., otkad je dobrotom ondašnjeg zadarskog nadbiskupa mons. Marijana Oblaka i uz zalaganje mons. Ćirila Kosa, ondašnjeg đakovačkog i srijemskog biskupa, u današnju konkatedralu-baziliku sv. Dimitrija prenesen dio praha ove svetice.
Danas je Mitrovica sjedište Srijemske biskupije. Crkva sv. Dimitrija u sagrađena je 1811. godine neoklasicistička je jednobrodna bazilika, a oltari su djelo tirolskih majstora u stilu neobaroka. 1984. proglašena je konkatedralom, 1999. manjom bazilikom, a kad je proglašena Srijemska biskupija 2008. godine postala je katedrala.
U Mitrovici je ustanovljen u ranom Srednjem vijeku bazilijanski i benediktinski samostan sv. Dimitrija. Najstariji je samostan u Srijemu. "Grčki" (bazilijanski) samostan je djelovao od njegovih nedovoljno jasnih početaka u 11. stoljeću do polovice 14. stoljeća kada je bio predan benediktincima te se ubrzo potom i ugasio.
Pravoslavna crkva na Trgu svetog Stefana, današnja Saborna crkva, prvobitno je bila posvećena sv. Stjepanu, a tek nedavno zaštitniku grada Sv. velikomučeniku Dimitriju. S gradnjom je početo 1791. godine, a završeno i posvećena je 1794. godine. Njezina je unutrašnjost 1891. restaurirana po projektu arhitekta Hermana Bolléa na način na koji je isti arhitekt uredio unutrašnjost pravoslavne crkve u Zagrebu.
Grkokatolička crkva Vaznesenja Gospodnjega sagrađena je nakon 1905. prema projektu zagrebačkog arhitekta Vinka (Vincenza) Rauschera.

## Gospodarstvo
Srijemska Mitrovica je industrijski grad s razvijenom prehrambenom i kemijskom industrijom. Ima dobre prometne veze – nalazi se na auto-cesti i željezničkoj pruzi Beograd – Zagreb i na rijeci Savi.

## Uprava
Srijemska Mitrovica je sjedište Srijemskog okruga. Sigurno najpoznatija ustanova je srijemskomitrovački zatvor (Kazneno-popravni dom), koji je bio zloglasni koncentracijski logor za zarobljene hrvatske branitelje i hrvatske civile za vrijeme srpske agresije na Hrvatsku, poznat po mučenjima zatočenika.
U mitrovičkom zatvoru su bili zatvoreni brojne poznate osobe iz hrvatskog društvenog, kulturnog i političkog života: Rudolf Bićanić, Vladko Maček, Vjenceslav Čižek, August Cesarec, Otokar Keršovani, Ognjen Prica, Mirko Vidović, Andrija Hebrang (otac), Bela Gabrić, Juraj Njavro, Josip Broz, Viktor Gutić, Josip Kraš, Jakov Jelašić, Ljubo Hrgić, Antun Prohaska, Stipe Javor i ini.

## Obrazovanje, šport i kultura
U Srijemskoj Mitrovici se pored nastave na službenom srpskom, u školama se uče rusinski, ukrajinski, i romski jezik, a od jeseni 2009., kao fakultativni predmet, hrvatski jezik.
Nogometni klub Srem, osnovan 1919. kao SK Građanski.
Međunarodni Futsal turnir Sremska Mitrovica održava se od 1988.

## Zanimljivosti
U Srijemskoj Mitrovici su kao profesori u školi radili Željko Hegedušić,  Mile Magdić, Mate Hraste i ini, a kao učenici su školu pohađali Adalbert Kuzmanović, Vladislav Kušan, Rudolf Filipović i ostali.
U Mitrovici je boravila kod rodbine Marija Jurić Zagorka nakon što je pobjegla od supruga.
Boraveći kod prijatelja Franje Schneidera, u Srijemskoj su Mitrovici nastala antologijska djela Vilima Svečnjaka.
Iso Velikanović je u Mitrovici uređivao svoje listove.

## Imena
| ime                                 | objašnjenje                                                               |
| ----------------------------------- | ------------------------------------------------------------------------- |
| Сремска Митровица/Sremska Mitrovica | srpsko ime                                                                |
| Sirmium                             | latinski                                                                  |
| Szávaszentdemeter                   | mađarsko ime                                                              |
| Mitrovitz                           | srednjovjekovno njemačko ime                                              |
| Mitrovica                           | hrvatsko ime za vrijeme Kraljevine Hrvatske i Slavonije u Austro-Ugarskoj |
| Hrvatska Mitrovica                  | hrvatsko ime (na snazi za doba NDH, 1941. – 1945.)                        |

## Stanovništvo
Prema popisu 2002. godine, većinu čine Srbi, a najveća manjina su Hrvati koji čine 5,44 % stanovnika.

## Hrvatski, hrv. ustanove i manifestacije u Srijemskoj Mitrovici
Danas u Mitrovici djeluje Hrvatski kulturni centar "Srijem", koji je nastavljač tradicije svih hrvatskih kulturnih društava u ovom gradiću, čiji je rad zabranjen poslije Drugoga svjetskoga rata. Ovaj HKC se bavi se čuvanjem običaja, kulture, jezika i tradicija Hrvata u Srijemu i šire.
Godine 2015. u organizaciji Hrvatskog kulturnog centra Srijem – Hrvatski dom (udruga osnovana 1997.) iz Srijemske Mitrovice U kazalištu Dobrica Milutinović u Srijemskoj Mitrovici, 6. lipnja 2015. godine održana je tradicionalna manifestacija Divan je kićeni Srijem.
Dana 5. veljače 2008. utemeljena je četvrta stranka Hrvata u Srbiji, Hrvatska srijemska inicijativa.
Prijašnja društva (godine osnivanja u zagradama):
- Mitrovačka kasina (1880.), kasnija Hrvatska čitaonica (od 1891.)
- Hrvatsko pjevačko društvo "Nada" (1886.)
- Hrvatska građanska i obrtnička čitaonica (1886.)
- Hrvatska štedna zadruga
- glasilo "Hrvatski branik" (1893.)
- Knut, humoristički list (1904.)
- Hrvatski sokol-Hrvatska sokolska župa Jelačić (1905.)
- Hrvatsko ratarsko i pjevačko društvo "Tomislav" (1910.)
- Hrvatska narodna straža (1912.)
- list Mitrovački glasnik (1912. – 1913.)
- Hrvatsko rimokatoličko dobrotvorno gospojinsko društvo
- Hrvatsko pjevačko društvo "Hrvatska omladina" (1920.)

U Mitrovici je postojala i zgrada Hrvatskog doma, 1928. Nakon Drugog svjetskog rata, komunistički režim je nasilno ugasio sva hrvatska kulturna društva i oduzeo svu njihovu imovinu, pa tako je oduzeo 1945. i zgradu Hrvatskog doma (danas vraćena). Srijemska Mitrovica danas (po stanju od 15. prosinca 2002.) daje 3 elektora u Hrvatsko nacionalno vijeće Republike Srbije.

### Članci
- Samardžija, Marko. 2003. Promjene imena hrvatskih naseljenih mjesta od mjeseca travnja do kraja godine 1941. Folia onomastica Croatica. Filozofski fakultet Sveučilišta u Zagrebu. Zagreb.  (12/13): 425–432

## Vanjske poveznice
|  | Zajednički poslužitelj ima još gradiva o temi Srijemska Mitrovica |

- Hrvatska riječ  Arhivirana inačica izvorne stranice od 17. srpnja 2009. (Wayback Machine) Glavni oslonac hrvatske kulture u Srijemu
- Službena prezentacija općine  Arhivirana inačica izvorne stranice od 24. rujna 2006. (Wayback Machine)
- HKC "Srijem"  Arhivirana inačica izvorne stranice od 27. rujna 2007. (Wayback Machine)
- Rimokatolička župa sv. Dimitrija u Srijemskoj Mitrovici